# 조지 E. 스미스
조지 엘우드 스미스(George Elwood Smith, 1930년 5월 10일 ~ 2025년 5월 28일)는 미국인 응용 물리학자로, 전하 결합 소자 (Charge Coupled Device, CCD)의 공동 발명자이다. 2009년 노벨 물리학상을 공동수상하였다.

## 생애
스미스는 뉴욕주의 화이트 플레인즈에서 태어났다. 그는 고등학교를 졸업한 뒤 1948년 미국 해군에 입대하였으며, 제대한 뒤 1952년 펜실베이니아 대학교에 입학하여 1955년 석사학위를 취득하고 1959년 시카고 대학교에서 박사 학위를 취득하였는데 그의 박사 학위 논문은 단 8페이지에 불과했다고 한다. 스미스는 뉴 저지 머리 힐에 위치한 벨 연구소에서 1959년부터 1986년 은퇴까지 일하며 새로운 레이저 반도체 연구를 이끌었다. 연구소 재임 기간 동안 스미스는 수십개의 특허를 내며 VLSI 연구소의 소장을 역임했다.
1969년, 스미스와 윌러드 보일은 전하 결합 소자를 발명하여. 프랭클린 연구소에서 제공하는 스튜어트 발렌타인 메달을 1973년 수상하고, 1974년 IEEE 모리스 N. 리프만 기념상, 2006년 찰스 스타크 드레이퍼상, 그리고 2009년 노벨 물리학상을 수상하였다
보일과 스미스 둘 다 보트 몰기를 열렬한 취미로 갖고 있으며, 함께 종종 보트 여행을 한다고 한다. 스미스는 은퇴 뒤 그의 반려자 자넷과 함께 17년에 걸쳐 보트로 세계일주에 도전했으나, 2003년 "폭풍에 '삐걱거리는 뼈'를 고치기 위해" 포기했다. 그는 현재 뉴 저지의 웨어타운에 거주하고있다.